# Vizos
Vizos är en kommun i departementet Hautes-Pyrénées i regionen Occitanien i sydvästra Frankrike. Kommunen ligger i kantonen Luz-Saint-Sauveur som tillhör arrondissementet Argelès-Gazost. År 2013 hade Vizos 38 invånare.

## Befolkningsutveckling
Antalet invånare i kommunen Vizos
| Referens: INSEE |